# Mali Školj (Lanterna)
Koordinati:   45°16′31″N, 13°34′00″E
Mali Školj je majhen nenaseljen otoček v Jadranskem morju. Pripada Hrvaški.
Otoček, na katerem stoji svetilnik, leži ob zahodni obali Istre okoli 1 km zahodno od rta Soline pri naselju Červar. Njegova površina je manjša od 0,01 km².
Iz pomorske karte je razvidno, da svetilnik oddaja svetlobni signal B K(9) 15s. Nazivni domet svetilnika je 5 milj.